# فرغوت
فرغوت (بالإنجليزية: Farragut, Iowa)‏ هي مدينة تقع في ولاية آيوا في الولايات المتحدة. تبلغ مساحة هذه المدينة 1.06 (كم²)، وترتفع عن سطح البحر 292 م، بلغ عدد سكانها 485 نسمة في عام 2012 حسب إحصاء مكتب تعداد الولايات المتحدة.

## التركيبة السكانية
قام مكتب تعداد الولايات المتحدة بتحديد بيانات التركيبة السكانية لفرغوتفي تعداد الولايات المتحدة. في ما يلي، التركيبة السكانية حسب تعدادي 2000 و2010.

### تعداد عام 2000
بلغ عدد سكان فرغوت 509 نسمة بحسب تعداد عام 2000، وبلغ عدد الأسر 221 أسرة وعدد العائلات 144 عائلة مقيمة في المدينة. في حين سجلت الكثافة السكانية 1,390.2 نسمة لكل ميل مربع (536.8/كم2). وبلغ عدد الوحدات السكنية 234 وحدة بمتوسط كثافة قدره 639.1 نسمة لكل ميل مربع (246.8/كم2).
وتوزع التركيب العرقي للمدينة بنسبة 97.64% من البيض و 0.39% من الأمريكيين ذوي الأصول الآسيوية و 0.98% من عرقين مختلطين أو أكثر.
بلغ عدد الأسر 221 أسرة كانت نسبة 27.6% منها لديها أطفال تحت سن الثامنة عشر تعيش معهم، وبلغت نسبة الأزواج القاطنين مع بعضهم البعض 55.7% من أصل المجموع الكلي للأسر، ونسبة 7.2% من الأسر كان لديها معيلات من الإناث دون وجود شريك، وكانت نسبة 34.8% من غير العائلات. تألفت نسبة 32.1% من أصل جميع الأسر من أفراد ونسبة 22.2% كانوا يعيش معهم شخص وحيد يبلغ من العمر 65 عاماً فما فوق. وبلغ متوسط حجم الأسرة المعيشية 2.85، أما متوسط حجم العائلات فبلغ 2.30.
بلغ العمر الوسطي للسكان 42 عاماً. وكانت نسبة 5.1% بين الثامنة عشر والأربعة وعشرون عاماً، ونسبة 23.2% كانت واقعةً في الفئة العمرية ما بين الخامسة والعشرون حتى والأربعة وأربعون عاماً، ونسبة 22.0% كانت ما بين الخامسة والأربعون حتى الرابعة والستون، ونسبة 23.8% كانت ضمن فئة الخامسة والستون عاماً فما فوق. يوجد لكل 100 أنثى 85.1 ذكر، ويوجد لكل 100 أنثى في الثامنة عشر من عمرها فما فوق 80.4 ذكر.
بلغ متوسط دخل الأسرة في المدينة 34,250 دولار، أما متوسط دخل العائلة فبلغ 47,813 دولار. وكان متوسط دخل الذكور 31,397 دولار مقابل 21,000 دولار للإناث. وسجل دخل الفرد الخاص بالمدينة 16,667 دولار. وكانت نسبة 3.9% من العائلات ونسبة 7.5% من السكان تحت خط الفقر، ولا أحد منهم تحت سن الثامنة عشر ونسبة 10.9% في الخامسة والستين من العمر وما فوق.

### تعداد عام 2010
بلغ عدد سكان فرغوت 485 نسمة بحسب تعداد عام 2010، وبلغ عدد الأسر 215 أسرة وعدد العائلات 137 عائلة مقيمة في المدينة. في حين سجلت الكثافة السكانية 1,182.9 نسمة لكل ميل مربع (456.7/كم2). وبلغ عدد الوحدات السكنية 229 وحدة بمتوسط كثافة قدره 558.5 لكل ميل مربع (215.6/كم2).
وتوزع التركيب العرقي للمدينة بنسبة 99.6% من البيض و 0.2% من الأمريكيين الأصليين و 0.2% من عرقين مختلطين أو أكثر.
بلغ عدد الأسر 215 أسرة كانت نسبة 29.8% منها لديها أطفال تحت سن الثامنة عشر تعيش معهم، وبلغت نسبة الأزواج القاطنين مع بعضهم البعض 53.0% من أصل المجموع الكلي للأسر، ونسبة 7.4% من الأسر كان لديها معيلات من الإناث دون وجود شريك، بينما كانت نسبة 3.3% من الأسر لديها معيلون من الذكور دون وجود شريكة وكانت نسبة 36.3% من غير العائلات. تألفت نسبة 34.4% من أصل جميع الأسر من أفراد ونسبة 19.1% كانوا يعيش معهم شخص وحيد يبلغ من العمر 65 عاماً فما فوق. وبلغ متوسط حجم الأسرة المعيشية 2.89، أما متوسط حجم العائلات فبلغ 2.26.
بلغ العمر الوسطي للسكان 46 عاماً. وكانت نسبة 22.9% من القاطنين تحت سن الثامنة عشر، وكانت نسبة 6.4% بين الثامنة عشر والأربعة وعشرون عاماً، ونسبة 18.4% كانت واقعةً في الفئة العمرية ما بين الخامسة والعشرون حتى والأربعة وأربعون عاماً، ونسبة 31.4% كانت ما بين الخامسة والأربعون حتى الرابعة والستون، ونسبة 21% كانت ضمن فئة الخامسة والستون عاماً فما فوق. وتوزع التركيب الجنسي للسكان بنسبة 43.1% ذكور و56.9% إناث.